# Physocephala soror
Physocephala soror är en tvåvingeart som beskrevs av Krober 1915. Physocephala soror ingår i släktet Physocephala och familjen stekelflugor. Inga underarter finns listade i Catalogue of Life.